# Astakiwi
Astakiwi (Astariwawi, Canby People; Astahkewa, A. L. Kroeber) /Astakiwi dolazi od es-ta-ke′, 'hot spring', Powers; pa otuda i Hot Springs Valley Indijanci/, jedno od 9 tribeleta Achomawi Indijanaca, i istoimeno selo blizu Canbyja, u dolini Hot Springs u okrugu Modoc u Kaliforniji. Opisao ih je Powers (u Cont. N. A. Ethnol., in, 267, 1877), navodeći uz ostalo da su mnogi stradali od Modoca koji su njihove djevojke i mladiće odvodili u ropstvo. Jezično pripadaju porodici Palaihnihan. Potomaka imaju na rezervatima sjeverne Kalifornije. Njihov manji ogranak su Hantiwi u donjoj dolini Hot Springsa.